# 中国2010年上海世界博览会柬埔寨馆
中国2010年上海世界博览会柬埔寨馆是2010年上海世博会上代表柬埔寨的展馆，位于世博园区B片区，占地面积为1000平方米。柬埔寨馆的主题是“城市中的文化生活”。
柬埔寨馆将分为“吴哥时期”、“乌栋时期”和“金边时期”三个展区，以展示三个历史时期中柬埔寨的文化：
- 吴哥时期：高棉帝国首都吴哥砖石建筑的技艺
- 乌栋时期：柬埔寨人开始使用木材建造房屋
- 金边时期：柬埔寨人水泥、碎石和沙子建造首都金边

其中，最吸引游客的地方是塔布茏寺的大树。